# نيغريتا رمادي الرأس
النيغريتا رمادي الرأس (الاسم العلمي: Nigrita canicapillus) نوع من الطيور الصغيرة من جنس النيغريتا فصيلة شمعية المنقار.